# Гожа
Гожа (бел. Гожа, Ожа) — агрогородок в Гродненском районе Гродненской области Белоруссии. Административный центр Гожского сельсовета. Население 905 человек (2015).

## География
Посёлок находится в 15 км к северу от города Гродно. В километре к западу от Гожи протекает река Неман, через посёлок течёт небольшая речка Гожанка, приток Немана. Через посёлок проходит шоссе Р42, которое ведёт из Гродно и заканчивается около Привалок на границе с Литовской Республикой. В 20 км к западу проходит граница с Польшей.

## Этимология
Название Гожа (ранее — Ожа) происходит от литовского корня «оžis» (козёл), изображение козы находится на историческом гербе Гожи. Вероятно это связано с популярностью данных мест, как охотничьих угодий с большим количеством диких коз.

## История

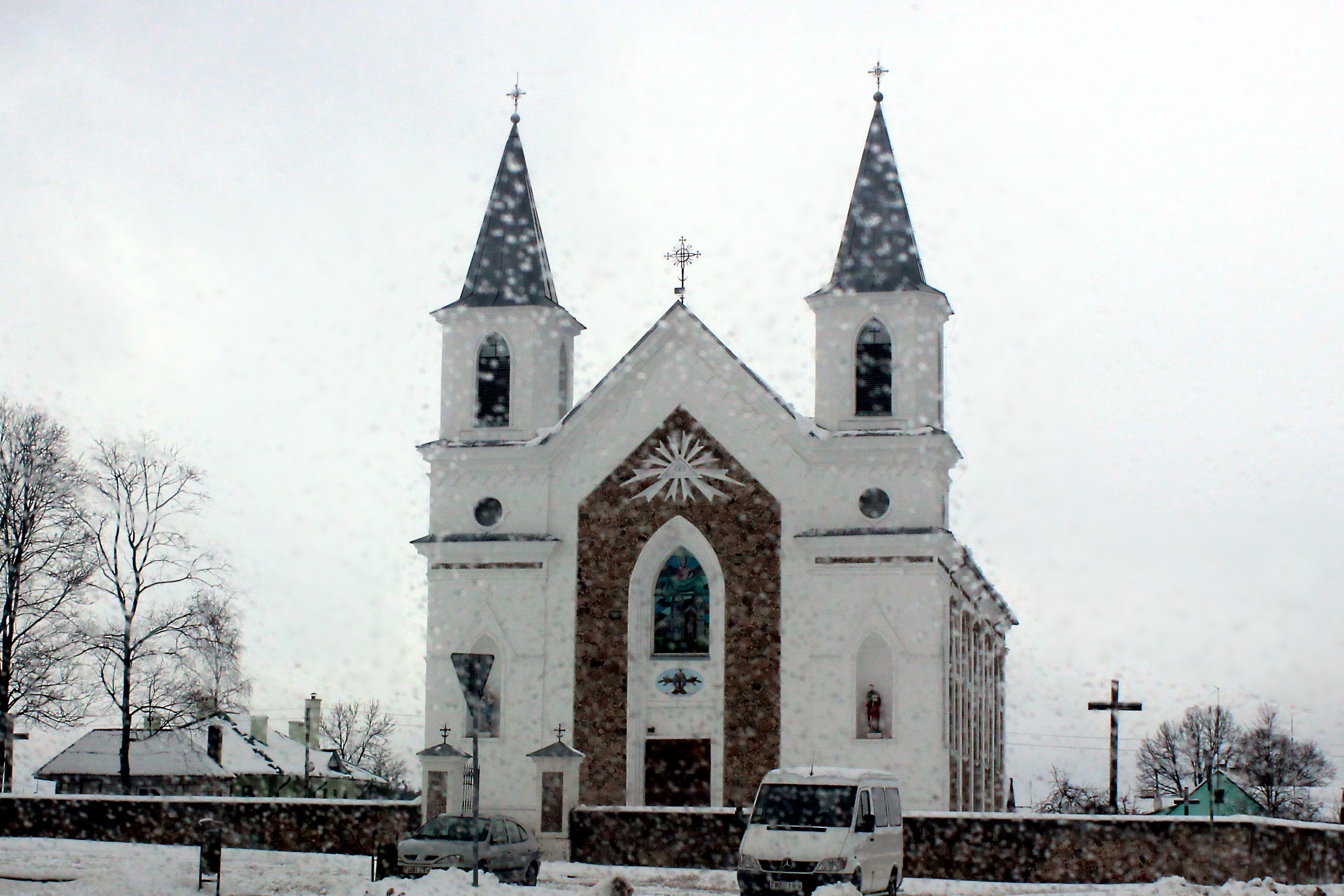
Католический храм св. Петра и Павла

Гожа (Ожа) — одно из самых старых поселений Гродненщины. В 1241 году здесь уже было довольно крупное село, разорённое татарским нашествием. В конце XIV века Ожа принадлежала великому князю Витовту. C 1413 года в составе Гродненского повета Трокского воеводства.
В 1494 году здесь был основан католический приход, построен деревянный костёл. В начале XVI века имение перешло в собственность Николая Паца, носившего титул «наместник переломский и ожский». В середине XVI века Ожа вошла в состав великокняжеских владений, насчитывала около 500 дворов и пользовалось магдебургским правом.
Во время шведского потопа в середине XVII века костёл и местечко были полностью разрушены. В конце того же столетия Ожа была заново выстроена, но немного в стороне от прежнего места, на правом берегу Гожанки. Костёл был также возведен на новом месте, в нём хранилась икона, почитавшаяся чудотворной (сохранилась до наших дней). Во время Северной войны начала XVIII века шведы ещё раз сожгли Ожу, после чего поселение пришло в упадок. Во второй половине XVIII века оно насчитывала только 25 дворов. С 1785 года деревня стала носить постоянное название Гожа.
В результате третьего раздела Речи Посполитой (1795) Ожа оказалась в составе Российской империи, в Гродненском уезде. После нескольких смен собственников в 1787 году имение купил Юлиан Сильвестрович.
В 1862 году в деревне был выстроен каменный храм апостолов Петра и Павла на месте прежнего деревянного. Владелец поместья Станислав Сильвестрович был активным участником восстания 1863 года. После подавления восстания он был арестован и приговорён к каторге, а имение Гожа перешло в государственную казну.
В Первую мировую войну деревня сильно пострадала от обстрелов кайзеровских войск, однако костёл уцелел. Деревню последовательно занимали немцы, большевики и поляки. По Рижскому мирному договору (1921 года) Гожа попала в состав межвоенной Польской Республики, была центром гмины Гродненского повета Белостокского воеводства. В 1921 году здесь проживало 535 католиков, 3 православных и 2 еврея. С 1939 года в составе БССР.

## Культура
- Дом культуры
- Музей «Подвига и Славы» в ГУО «Гожская средняя школа»

## Достопримечательности
- Стоянка периода каменного века и селище периода средневековья-1, стоянка периода каменного века и селище периода средневековья-2 —  Историко-культурная ценность Республики Беларусь, шифр 413В000161
- Католический храм св. Петра и Павла, 1862 год
- Деревянное здание плебании, XIX век
- Бывшее здание польской администрации гмины, начало XX века